# Milo Butler
Pour les articles homonymes, voir Butler.
Milo Butler, (né le 11 août 1906 à Nassau et mort le 22 janvier 1979 dans la même ville), est un homme d'État, gouverneur général des Bahamas du 31 juillet 1973 à sa mort.

## Biographie
Il est nommé premier gouverneur général des Bahamas sur la recommandation de Lynden Pindling, Premier ministre des Bahamas et chef du Parti libéral progressiste (PLP), dont il est également membre. Il est gouverneur général de 1973 à sa mort à Nassau en 1979. On lui dédie une statue située dans le centre-ville de Nassau, en face du Parlement, et son portrait figure sur le billet de 20 $ des Bahamas.